# Ross Martin
Ross Martin (* 22. März 1920 als Martin Rosenblatt in Gródek, damals Polen, heute Ukraine; † 3. Juli 1981 in Ramona, Kalifornien) war ein polnisch-US-amerikanischer Schauspieler.

## Leben
Die Eltern Martins zogen kurze Zeit nach seiner Geburt in die Vereinigten Staaten, in den New Yorker Stadtteil East Side. Mit acht Jahren machte er bereits künstlerisch durch virtuoses Geigenspiel auf sich aufmerksam und spielte in einem Sinfonieorchester.
In den folgenden Jahren begann langsam und stetig Ross Martins Aufstieg. Neben einem Engagement in einem lokalen Radiosender, wo er sogar seine eigene Show bekam, spielte er auch Theater. Hierbei war er als Teil des Vaudeville-Duos Ross & West an der Seite von Bernard West ebenso erfolgreich wie mit Auftritten im Musical Guys and Dolls in den 1950er Jahren am Broadway.
Obwohl Martin viele Sprachen beherrschte (neben Englisch auch Polnisch, Russisch, Spanisch, Italienisch und Französisch) sowie die Fähigkeit besaß, diverse Dialekte zu imitieren, blieb ihm eine große Karriere als Schauspieler versagt. Martin spielte größtenteils in kleineren bis mittleren Kino- und Fernsehfilmen sowie in vielen Episoden amerikanischer Fernsehserien mit. Für die Darstellung des „Red“ Lynch in Der letzte Zug erhielt er 1962 eine Golden-Globe-Nominierung.
Den Höhepunkt seiner Schaffensphase erlebte Martin in den 1960er Jahren. 1965, im Anschluss an die Nebenrolle des Grafen von Stuppe in Das große Rennen rund um die Welt an der Seite von Tony Curtis und Jack Lemmon, bekam er den Zuschlag für eine der beiden Hauptrollen in der vom Sender CBS produzierten Serie Verrückter wilder Westen. Vier Jahre lang verkörperte er den Regierungsagenten Artemus Gordon, der im Amerika des 19. Jahrhunderts skurrile Erfindungen entwickelte und mit seinem Partner James West, gespielt von Robert Conrad, diverse Abenteuer bestritt. Die Serie war sehr erfolgreich und wurde Ende der 1970er Jahre durch zwei Fernsehfilme fortgesetzt. In der Krimiserie Columbo bekam er eine Gastrolle als raffinierter Mörder in der Episode Mord in Pastell.
Zeitlebens litt Ross Martin unter gesundheitlichen Problemen. 1969, als die Serie Verrückter wilder Westen sich dem Ende zuneigte, hatte er einen Angina-Pectoris-Anfall. Er starb am 3. Juli 1981, nach einem Tennisspiel, an einem Herzinfarkt. Zu diesem Zeitpunkt befanden er und Conrad sich gerade in den Vorbereitungen für eine Neuauflage ihrer Serie. Ross Martins Grab befindet sich auf dem Mount Sinai Memorial Park Cemetery in Los Angeles.
Martin war zweimal verheiratet. Seine erste Frau Muriel Weis heiratete er 1941 und lebte mit ihr 24 Jahre bis zu ihrem Tod 1965 zusammen. Zwei Jahre später ehelichte er dann Olavee Grindrod, mit der er bis zu seinem Tod 1981 zusammenblieb. Aus dieser Ehe gingen drei Kinder hervor.

## Filmografie (Auswahl)
- 1955: Die Eroberung des Weltalls (Conquest of Space)
- 1958: Der Koloss von New York (The Colossus of New York)
- 1958: Rauchende Colts (Gunsmoke) (Fernsehserie, 2 Episoden)
- 1959–1960: Mr. Lucky (Fernsehserie, 34 Episoden)
- 1960: Am Fuß der blauen Berge (Laramie) (Fernsehserie, Episode 2x13)
- 1962: Der letzte Zug (Experiment in Terror)
- 1962: Das letzte Kommando (Geronimo)
- 1963: Bonanza (Fernsehserie, Episode 4x34)
- 1963: Frühstück in der Todeszelle (The Ceremony)
- 1965: Das große Rennen rund um die Welt (The Great Race)
- 1965–1969: Verrückter wilder Westen (The Wild Wild West) (Fernsehserie, 99 Episoden)
- 1971: Columbo: Mord in Pastell (Suitable for Framing, Fernsehreihe, Episode 1x04)
- 1973: Der Chef (Ironside) (Fernsehserie, Episode 7x09)
- 1974: Seilbahn in den Tod (Skyway to Death) (Fernsehfilm)
- 1974: Barnaby Jones (Fernsehserie, Episode 2x19)
- 1977: Drei Engel für Charlie (Charlie’s Angels) (Fernsehserie, Episode 2x07)
- 1978: Vegas (Vega$) (Fernsehserie, Episode 3x01)
- 1978: Die liebestollen Stewardessen (Flying High) (Fernsehserie, Episode 1x10)
- 1978–1979: Hawaii Fünf-Null (Hawaii Five-O) (Fernsehserie, 5 Episoden)
- 1979: Zwei retten die Welt (The Wild Wild West Revisited) (Fernsehfilm)
- 1979–1980: Fantasy Island (Fernsehserie, 2 Episoden)
- 1980: Love Boat (The Love Boat) (Fernsehserie, Episode 3x17)
- 1980: Zwei Agenten kriegen Ärger (More Wild Wild West) (Fernsehfilm)
- 1981: Mork vom Ork (Mork & Mindy) (Fernsehserie, Episode 3x10)